# Audna
Die Audna ist ein 52 km (einschl. Quellflüssen: 64,5 km) langer Zufluss des Skagerrak im Süden Norwegens.

## Flusslauf
Die Audna bildet den Abfluss des 111 m hoch gelegenen Sees Oberer Øydnavatn (Øvre Øydnavatnet). Sie fließt in südlicher Richtung durch das nach ihr benannte Flusstal Audnedal. Dabei verläuft sie durch die Kommunen Lyngdal und Lindesnes der Fylke Agder. Am oberen Flusslauf befindet sich der Untere Øydnavatn (Ytre Øydnavatnet). Unterhalb diesem fließt die Audna noch knapp 39 km bis zum Meer. Die Audna mündet schließlich südlich von Vigeland in den Sniksfjord. 

## Flussfauna
Zwischen Bustad und dem Auslauf des unteren Øydnavatn gibt es auf etwa 30 km Länge Lachs und Meerforelle. Das steigende Lachsvorkommen der Audna geht auf die frühen 1970er Jahre zurück. 1985 wurde die Audna künstlich mit Kalk angereichert, um den Lachsbestand zu erhalten. 2004 wurden in der Audna 2,4 Tonnen Lachs sowie 219 kg Meerforelle gefischt.